# Nico Binst
Nico Binst (Wolvertem, 20 mei 1992) is een Belgisch voetballer die actief is als aanvaller. Hij staat momenteel onder contract bij Eendracht Aalst. 

## Carrière
In 2008 trok Binst naar eersteklasser KSC Lokeren Oost-Vlaanderen waar hij vijf seizoenen later vanuit de beloften niet kon doorstromen naar de eerste ploeg en als vrije speler vertrok naar KFC VW Hamme in de Derde klasse van het Belgisch voetbal. Tijdens het seizoen 2014-2015 werd hij bij deze club met 19 doelpunten topschutter in deze divisie. Deze prestatie leidde tot een transfer naar tweedeklasser Antwerp FC in het daaropvolgende seizoen, waar hij tijdens de eerste competitiewedstrijd twee doelpunten maakte tegen KFC Dessel Sport. Bij Antwerp werd hij echter afgeremd door een zware knieblessure.
In het seizoen 2017/18 kwam Binst uit voor Lierse SK in Eerste klasse B. Na het faillissement van de club trok hij naar RWDM. Zes maanden later trok hij naar Eendracht Aalst, waarmee hij naar Tweede klasse amateurs degradeerde. 

## Clubstatistieken
| Seizoen | Club            | Competitie        | Competitie | Competitie | Beker | Beker | Internationaal | Internationaal | Totaal | Totaal |
| Seizoen | Club            | Competitie        | Wed.       | Dlp.       | Wed.  | Dlp.  | Wed.           | Dlp.           | Wed.   | Dlp.   |
| ------- | --------------- | ----------------- | ---------- | ---------- | ----- | ----- | -------------- | -------------- | ------ | ------ |
| 2013/14 | KFC VW Hamme    | Derde klasse      | 33         | 14         | 2     | 0     | —              | —              | 35     | 14     |
| 2014/15 | KFC VW Hamme    | Derde klasse      | 31         | 19         | 0     | 0     | —              | —              | 31     | 19     |
| 2015/16 | Antwerp FC      | Tweede klasse     | 21         | 6          | 2     | 2     | —              | —              | 23     | 8      |
| 2016/17 | Antwerp FC      | Tweede klasse     | 11         | 0          | 0     | 0     | —              | —              | 11     | 0      |
| 2017/18 | Lierse SK       | Tweede klasse     | 28         | 5          | 2     | 0     | —              | —              | 30     | 5      |
| 2018/19 | RWDM            | Eerste klasse am. | 14         | 3          | 1     | 0     | —              | —              | 15     | 3      |
| 2018/19 | Eendracht Aalst | Eerste klasse am. | 10         | 1          | 0     | 0     | —              | —              | 10     | 1      |
| Totaal  | Totaal          | Totaal            | 148        | 48         | 7     | 2     | 0              | 0              | 155    | 50     |

Bijgewerkt t/m 23 mei 2019.